# Inre-Småvattnet
Inre-Småvattnet är en sjö i Skellefteå kommun i Västerbotten och ingår i Bureälvens huvudavrinningsområde. Sjön har en area på 0,0748 kvadratkilometer och ligger 239,3 meter över havet.

## Delavrinningsområde
Inre-Småvattnet ingår i det delavrinningsområde (717386-171863) som SMHI kallar för Mynnar i Lillån. Medelhöjden är 247 meter över havet och ytan är 15,66 kvadratkilometer. Det finns inga avrinningsområden uppströms utan avrinningsområdet är högsta punkten. Mörttjärnsb. som avvattnar avrinningsområdet har biflödesordning 3, vilket innebär att vattnet flödar genom totalt 3 vattendrag innan det når havet efter 75 kilometer. Avrinningsområdet består mestadels av skog (86 procent). Avrinningsområdet har 0,43 kvadratkilometer vattenytor vilket ger det en sjöprocent på 2,8 procent.